# エーリッヒ・ルドルファー
エーリッヒ・ルドルファー（Erich Rudorffer, 1917年11月1日 - 2016年4月8日）は、第二次世界大戦で敵機を222（224）機撃墜したドイツ空軍のトップ・エース。最終階級は空軍少佐。柏葉・剣付騎士鉄十字勲章受章。

## 経歴
ザクセン王国ツヴォハウ（Zwochau）生まれ。第二次世界大戦の開戦と共に民間パイロットから戦闘機パイロットに転じた。1940年10月に少尉に昇進。
ドイツ開戦の初期より、バトル・オブ・ブリテン、北アフリカ戦線、ロシア戦線と、戦況の変化とともに最前線で隊長として飛び続け、1000回以上出撃している。16回撃墜されたが、43年11月のロシア戦線では、17分間に13機を撃墜した記録を持つ。113機撃墜を果たした1944年4月には柏葉付騎士鉄十字章を受章した。
戦後はパンアメリカン航空に勤務し、1980年代からは連邦航空局に勤務した。
2009年10月4日にギュンター・ラル（275機撃墜）が死去した後は、存命のエース・パイロットの中で最多の撃墜数保持者だった。また、2015年3月28日にヴァルター・シュック（206機撃墜）が死去したことにより、第二次世界大戦のドイツ空軍で100機以上の撃墜を達成したパイロットの最後の存命者となっていた。
2016年4月8日に死去。これにより、100機以上の撃墜を達成したエース・パイロットは全員がこの世を去った。